# Minotaur: The Labyrinths of Crete
Minotaur: The Labyrinths of Crete é um jogo eletrônico de RPG e aventura de 1992 para Macintosh desenvolvido e publicado pela Bungie; produzido por Jason Jones e Alex Seropian. O jogo se distinguiu de outros jogos de seu tempo ao incluir um modo multijogador que funcionava sobre o protocolo AppleTalk ou o Protocolo ponto-a-ponto. Um modo de exploração para um jogador também estava disponível, porém esse modo não tinha objetivo final e era útil para descobrir como os vários itens encontrados no labirinto operavam. O jogo se originou em 1988 como um jogo para Apple II jogado através de um modem entre dois oponentes, mas nunca foi lançado oficialmente nessa plataforma.
O slogan do jogo era "Mate seus inimigos. Mate os inimigos dos seus amigos. Mate seus amigos". Este slogan reapareceu como uma descrição nas telas do menu multijogador de alguns outros jogos da Bungie, como Myth: The Fallen Lords e Halo 3.
Mais tarde, a Bungie licenciou o motor de jogo de Minotaur para o estúdio Paranoid Productions (Richard Rouse), que o usou para criar Odyssey: The Legend of Nemesis, lançado em 1996.

## Recepção
A Computer Gaming World analisou favoravelmente Minotaur, apesar de criticar o fato de não usar o mouse e a falta de uma opção para um jogador, e concluiu que "um grupo de oponentes dedicados [que] gostam de raciocínio rápido e estratégias improvisadas encontrará prazer duradouro no este jogo". O jogo foi analisado em 1992 na Dragon #188 por Hartley, Patricia e Kirk Lesser na coluna "O Papel dos Computadores". Os analistas deram ao jogo 4 de 5 estrelas.